# Televizní reklama

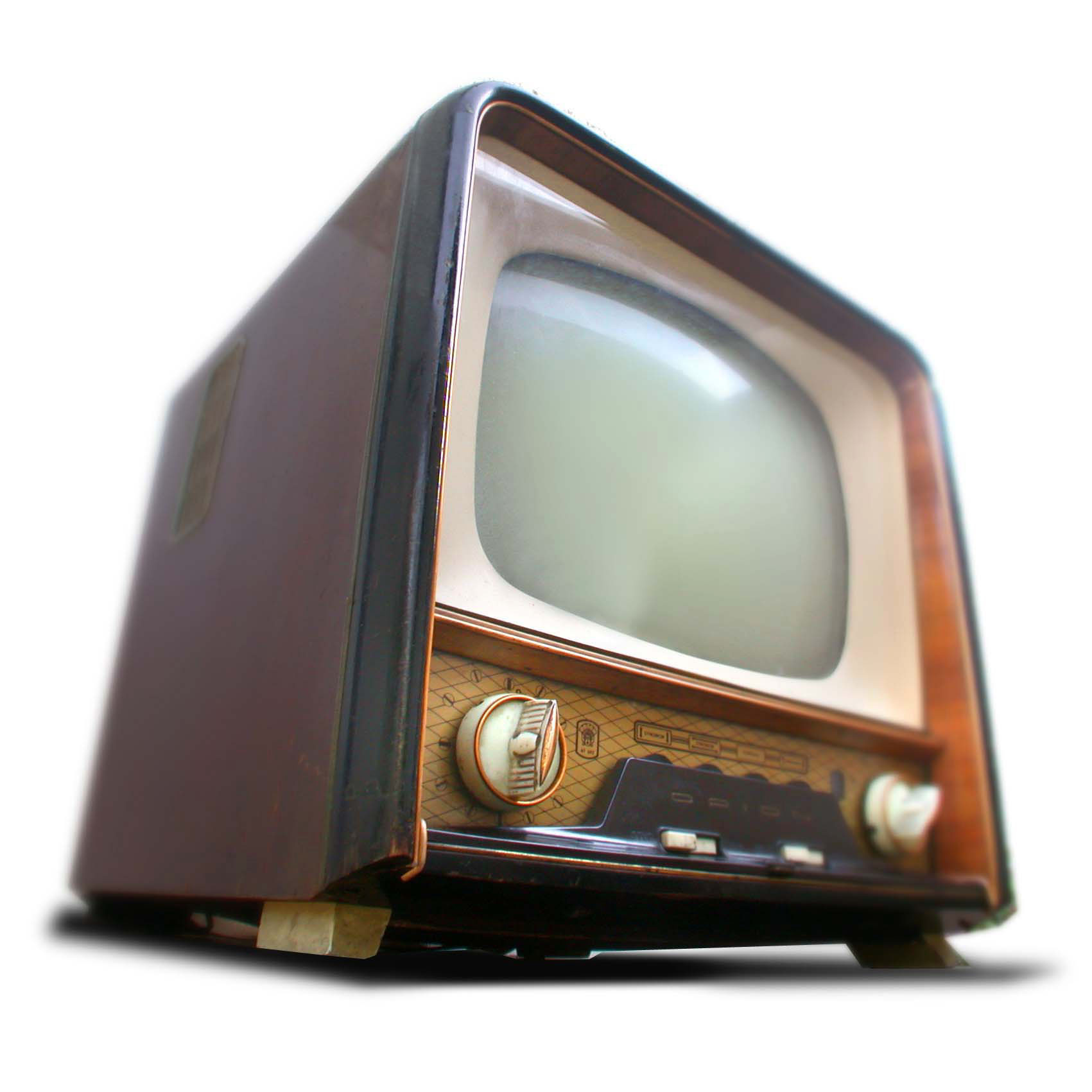
Televize, významné informační médium, využívané též k reklamním účelům

Televizní reklama je forma reklamy, která je uveřejňována prostřednictvím televize. Většinou je ve formě krátkých spotů, které propagují určitý výrobek, či službu. Méně často a v širším významu může mít reklama i jinou podobu, například delších pořadů (ty však mají jiné označení – teleshopping), může být i součástí filmů a seriálů (product placement). Televizní reklama zabírá v průměru necelou polovinu ze všech médií investování do reklamy (druhá polovina je rozdělena mezi tisk, internetovou a outdoorovou reklamu).

## Reklamní čas
Reklama se vysílá v tzv. reklamním čase, jehož délka je předem stanovena (je definováno její maximální trvání i kumulovaná doba za den) a veřejnoprávní či komerční televize, mají konkrétní délku rozlišnou. Reklamní čas může nastat buď mezi jednotlivými programovými tituly nebo tyto mohou být přerušeny a reklamy odvysílány „uvnitř“ těchto pořadů. V České republice veřejnoprávní televize nesmí vysílaný film nebo pořad kvůli reklamě přerušit – komerční televize ano, ale opět existuje limit pro počet takovýchto přerušení nebo dobu pořadu mezi dvěma po sobě jdoucími reklamními bloky. Přerušování pořadů reklamními bloky bylo zavedeno s nástupem komerčních televizí a příchodem reklamy v tržním formátu (na Západě již ve 30. letech 20. století). V dobách socialismu, přestože v ČSSR televizní reklama existovala, byla ve zcela jiné podobě než dnes. Na dodržování pravidel vysílání reklamy v televizi dohlíží RRTV, která může uložit dané televizi za skrytou reklamu mimo reklamní blok apod. sankce v podobě peněžní pokuty nebo odebrání povoleného času použitelného na reklamu v daný den.

## Veřejnoprávní a komerční televize ve vztahu k reklamě
Zatímco veřejnoprávní televize je financována převážně z koncesionářských poplatků, pro komerční televize jsou reklamy hlavním zdrojem příjmů a ty si hlídají, jak pro televizní reklamy na každý den rozvrhnou prostor, který na ně mají; před (nebo do) jakých programových titulů určí jak dlouhý čas na reklamy; jaké programy, které vysílají, mají cílové skupiny a jak moc jsou sledované, a jak tedy podle toho určit ceny za jeden standardně dlouhý spot.
Dle zákona 231/2001 Sb., o vysílání, platného od roku 2011 je reklama v České televizi povolená pouze na stanicích ČT2 a ČT sport, kde nesmí přesáhnout 0,5 % denního vysílacího času na každém z těchto programů. Na programu ČT1 je zakázána zcela. Česká televize má však povoleno vysílání sponzoringu. ČT této možnosti využívá. Příjmy České televize z reklamního vysílání, sponzoringu a dalších komerčních formátů dosáhly v roce 2017 výše 343 mil. korun. Nejvyšší měrou, 58 procenty, se na komerčním vysílání ČT podílel sponzoring, ze kterého ČT inkasovala necelých 198 mil. Kč. Kritikem tohoto postupu je obecně prospěšné společnost Kverulant.org. Kverulant tvrdí, že vysílání sponzoringu  je nelegálním obcházením zákona a již od roku 2011 vyvíjí snahu tuto praxi zastavit. Jiří BESSER, ministr kultury z doby, kdy se o zákazu reklamy na ČT1 jednalo, se s odstupem času cítil vysíláním sponzoringu zklamán. V listopadu 2014 v rozhovoru pro iDNES uvedl: „V době, kdy jsme jednali o bytí či nebytí reklamy na kanálech ČT, někteří lidé upozorňovali na to, abychom zakázali i sponzoring a product placement. A my jsme říkali, že to bude bezvýznamné. Jenže teď po letech vidím, že pan ředitel Dvořák může stokrát ministrovi kultury říci, že to určitě vysílat nebude, ale při tom vlastním obchodním jednání takového gigantu, jakým je ČT, lidi napadne, že zákon jim to umožňuje a televizi nikdo nemůže bránit, aby si vydělala zákonným způsobem. A pak v televizi vidíme u jednoho filmu na ČT1 i čtyři sponzorské odkazy. Že by to takto mělo být, mě, když jsem tehdy pro změnu hlasoval, nenapadlo.“

## Vlastnosti televizní reklamy
Protože televizní reklama je schopna jednorázově zasáhnout desetitisíce až miliony (v jiných zemích až desítky milionů) diváků, je věnováno velké úsilí tomu, aby reklamy byly bezchybné a co nejdokonalejší. Spoty tak bývají velmi nákladné a pořízení vysílacího času pro jednotlivé výrobce zboží i služeb není levnou záležitostí. V prostředí Česka se ceny 30sekundového spotu před těmi nejsledovanějšími programy (finále některých soutěží, sportovních utkání apod.) pohybují až ve statisících korun.[zdroj?] Je zcela běžné, že na celoplanetárních televizních kanálech, jakými jsou například CNN, BBC nebo Al-Džazíra si reklamy nepořizují pouze jednotlivé firmy, ale rovnou i celé státy, aby tak zajistily zvýšení zájmu o vlastní zemi a rovněž i podpořily cestovní ruch.
Za pravděpodobně největší „žně“ pro televizní reklamu je v zahraničí považováno: v Evropě finále Ligy mistrů a ve Spojených státech amerických hodinová přestávka ve finále v Superbowlu, kde není výjimkou, že některé reklamy jsou vyrobeny speciálně pro tuto příležitost a většinou se jedná o „výkvět“ těch nejvtipnějších a nejnápaditějších reklam.[zdroj?] Spoty vysílané při přestávce Superbowlu jsou pořizovány za cenu až několika milionů dolarů. a v některých případech se mohou stát kultovní záležitostí, jakými jsou třeba reklama na Apple computer z roku 1984. Pro nejnápaditější reklamy existují i mezinárodní soutěže, např. Zlatá koroptev (Golden partridge).

## Výhody a nevýhody televizní reklamy
Výhody
- široké a komplexní pokrytí (např. v Česku má doma televizi cca 99 % domácností)
- z toho vyplývající nízké náklady na oslovení jednoho zákazníka
- rychlost sdělení (v porovnání s tiskem nebo outdoorem)
- možnost zapůsobit obrazem i zvukem – multimediálně

Nevýhody
- většinou omezené cílení na určitou skupinu zákazníků (vůči nákupnímu profilu zákazníků i místa prodeje inzerenta)
- vysoké náklady na výrobu i umístění reklamy
- více vjemů může způsobit zahlcenost nebo nesoustředěnost diváků
- zařazení v reklamních blocích má vliv na pomíjivost reklamního spotu jako takového

[zdroj?]